# شورای عالی جمهوری سوسیالیستی قرقیزستان شوروی
شورای عالی جمهوری سوسیالیستی قرقیزستان شوروی (به قرقیزی: Кыргыз ССРинин Жогорку Совети) (به روسی: Верховный Совет Киргизской ССР) انجمن رایزنی قانونگذاری قرقیزستان شوروی بود. قرقیزستان شوروی یکی از پانزده جمهوری تشکیل‌دهنده اتحاد جماهیر شوروی بود. این شورا صرفاً تشریفاتی بود زیرا قدرت در حزب کمونیست قرقیزستان متمرکز شده‌بود.

## پیشینه
شورای عالی جمهوری قرقیزستان شوروی عالی‌ترین مرجع قدرت دولتی قرقیزستان شوروی بود. این شورا بر اساس قانون قرقیزستان مصوب ۲۳ مارس ۱۹۳۷ تأسیس شد. شورای عالی قرقیزستان تنها نهاد قانونگذاری بود. قانونگذاری به دو صورت مستقیم یا از طریق احکام بین جلسات پرزیدیوم شورای عالی اجرا می‌شد.

## رؤسای پرزیدیوم شورای عالی
دفتر رؤسای پرزیدیوم شورای عالی به‌عنوان رئیس اجرایی دولت فعالیت می‌کرد.
- آسانعلی تولوبایف (۱۹ ژوئیه ۱۹۳۸ – ۲۲ مارس ۱۹۴۳)
- مولدوقاضی توکوبایف (۲۲ مارس ۱۹۴۳ – ۱۴ نوامبر ۱۹۴۵)
- تورابای قولاتوف (۱۴ نوامبر ۱۹۴۵ – ۲۵ اوت ۱۹۷۸)
- سلطان ابراهیم‌اف (۲۵ اوت ۱۹۷۸ – ۲۲ دسامبر ۱۹۷۸)
- آندری باس (۲۲ دسامبر ۱۹۷۸ – ۱۰ ژانویه ۱۹۷۹)
- آرستان‌بیگ دویشیف (۱۰ ژانویه ۱۹۷۹ – ۱۴ ژانویه ۱۹۸۱)
- تمیربیگ کوشوف (۱۴ ژانویه ۱۹۸۱ – ۸ اوت ۱۹۸۷)
- تاشتان‌بیگ احمدوف (۸ اوت ۱۹۸۷ – ۱۰ آوریل ۱۹۹۰)